# Prino
Il torrente Prino è un corso d'acqua che scorre in Liguria, in provincia di Imperia.
Il perimetro del suo bacino idrografico è di 35,7 km.

## Percorso
Il Prino nasce nei pressi di Prelà dalla confluenza tra il rio San Giovanni, proveniente da nord-ovest, con il rio dei Molini, che scende invece da nord. I maggiori rami sorgentizi del rio san Giovanni nascono attorno ai mille metri di quota nella zona tra il Monte Arbozzaro, il Monte Moro e la Croce al Passo del Maro.
Raggiunto il comune di Dolcedo poco lontano dal capoluogo il torrente riceve da sinistra il contributo del rio dei Boschi, che convoglia le acque dalla zona della frazione Lecchiore. A valle di Dolcedo l'andamento del Prino diviene più sinuoso e prosegue in direzione sud-est. Il bacino si presenta asimmetrico con affluenti più sviluppati in destra idrografica e più brevi e ripidi sul lato opposto della valle.
Entrato nel territorio comunale di Imperia il torrente lambisce i piccoli centri di Clavi e di Piani e viene sovrappassato dall'Autostrada dei Fiori e dalla ferrovia Genova-Ventimiglia.
La foce sul Mar Ligure è ancora in comune di Imperia, tra Borgo Prino (a est) e la frazione Poggi Inferiore.

Il torrente dà il nome al Borgo Prino, un quartiere occidentale di Imperia.

## Affluenti principali
- Rio San Giovanni, ramo sorgentizio in destra idrografica, a sua volta formato dalla confluenza del rio delle Tavole e del rio Forciulin.
- Rio dei Molini, ramo sorgentizio in sinistra idrografica a sua volta formato dalla confluenza del rio del Crotto e del rio Fornacche.
- Rio dei Boschi, che confluisce nel Prino a Dolcedo.

## Esondazioni
Dall'analisi storica delle esondazioni risulta che la parte del bacino del Prino più a rischio da questo punto di vista è quella posta immediatamente a monte della foce; si tratta di una zona intensamente antropizzata con un uso del suolo principalmente a carattere residenziale e commerciale.

## Regime idrologico e stato ambientale
Il Prino è caratterizzato da un regime torrentizio con forti oscillazioni della portata, che raggiunge i suoi massimi durante l'autunno. Il torrente può invece presentarsi completamente in secca durante l'estate, almeno nella parte inferiore del suo corso, mentre le portate di piena con un tempo di ritorno di 50, 100 e 200 anni sono state calcolate rispettivamente in 384, 435 e 503 m3/s.
Nella parte terminale del suo corso il Prino presenta numerose opere di captazione, che ne depauperano in modo rilevante le risorse idriche.

## Pesca
La pesca sul Prino riveste un interesse relativamente limitato, per quanto sull'asta del rio dei Boschi sia stato rilevato un certo miglioramento nel popolamento ittico, che appartiene alla zona della trota.